# Ximena Ayala
Ximena Ayala (Ciudad de México, 29 de diciembre de 1980) es una actriz de televisión y cine mexicano. Ha actuado en variadas películas, destacando Perfume de violetas con Arcelia Ramírez, Historias del desencanto, Las vidas de Celia, Malos hábitos y recientemente en Los insólitos peces gato. Ganó el Premio Ariel a la Mejor Actriz por su papel de Yessica en Perfume de violetas.

## Biografía
Ximena Ayala acompañó a Elisa Miller al Festival de Cannes para presentar su cortometraje Ver llover, gracias al cual ganó la Palma de Oro. Protagonizó una cinta basada en un hecho verídico, la película La niña en la piedra, la tercera de una trilogía dirigida por Maryse Sistach y José Buil Ríos, iniciada con Perfume de violetas (2001) y proseguida con Manos libres (2005), todas acerca de la violencia. Poco después, participó en la cinta Malos hábitos, de Simón Bross, con Elena de Haro, Elisa Vicedo, Aurora Cano, Milagros Vidal y Marco Treviño.
La Academia Británica de las Artes Cinematográficas y de la Televisión (BAFTA) dedicó un ciclo al cine mexicano. Marina Stavenhagen informó que BAFTA goes to México rendiría homenaje a Alfonso Cuarón y que contaría con la presencia de Guillermo del Toro; se presentarían cintas de Alejandro González Iñárritu, y Vanessa Bauche daría una conferencia. Se presentarían también las películas Malos hábitos y Japón, de Carlos Reygadas.
En 2008, se estrena la película Las vidas de Celia, del realizador Antonio Chavarrías, donde comparte créditos con Aida Folch, Najwa Nimri y Daniel Giménez Cacho, entre otros.
Malos hábitos, dirigida por Simón Bross y protagonizada por ella misma, Elena de Haro, Elisa Vicedo, Milagros Vidal y Marco Treviño, profundiza en la problemática de la anorexia y la bulimia. Se estrenó principalmente en México, Polonia, Bolivia, Brasil, Argentina y Tailandia.
De nuevo en Europa, filmó Las vidas de Celia, de Antonio Chavarrías, junto a Najwa Nimri y Luis Tosar. Participó en el Festival de San Francisco, con El viaje de la Nonna, de Sebastián Silva, y en el mismo año viajó al Festival de Cannes para presentar Desierto adentro, de Rodrigo Plá, que participó en la selección de la Semana de la Crítica. En 2009, formó parte del elenco estelar de la serie Locas de amor, una producción de Televisa, con Carmen Armendáriz como productora y Francisco Franco como director, actuando junto a Cecilia Suárez,Ilse Salas y Diana Bracho. Ese mismo año se incorporó a la segunda y tercera temporadas de la exitosa serie Capadocia, de HBO, con el personaje de “La mara”. En 2011, formó parte del elenco de la producción de la serie El encanto del águila, producida por Pedro Torres. Apareció también en la película Villa, itinerario de una pasión, dirigida por Rafael Montero. También estrenó en Internet la serie Yo también soy Marilyn, que produjo y escribió ella misma, y la película Los insólitos peces gato, de Claudia Sainte-Luce, que ganó numerosos reconocimientos en los festivales internacionales más importantes del mundo.[cita requerida]

## Cine y televisión
- Midnight Family (2024) - Itzel[1]
- La negociadora (2021) - Flor[2]
- Doña Flor y sus dos maridos (2019) - Rosalia Mendez Canul
- El día de la unión (2018) - Vázquez
- El tamaño sí importa (2017) - Vivi
- Guerra de ídolos (2017) - Agustina Osorio
- Bajo el mismo cielo (2015-2016) - Juana
- Los insólitos peces gato (2013) - Claudia
- Alguien más (2013)
- Yo también soy Marilyn (2012)
- El encanto del águila (2011)
- Capadocia (2010)
- Locas de amor (2010) - Eva Betancourt
- Desierto adentro (2009)
- El brassier de Emma (2007) - Sabina
- El viaje de la Nonna (2007)
- Malos hábitos (2007) - Matilde Soriano Ávila
- La cadenita (2007)
- Las vidas de Celia (2006)
- Historias del desencanto (2005)
- La niña en la piedra (2004) - Perla
- Viviendo a lo loco (2003)
- Ciudades oscuras (2002)
- Perfume de violetas (2001) - Jessica Mendaño
- Historia de aves (2001)

## Videos musicales
- Si tu boquita fuera - Salón Victoria
- Giroscopio - La Gusana Ciega